# Eurylemma auricollis
Eurylemma auricollis là một loài bọ cánh cứng trong họ Cerambycidae.